# Neobatrachus kunapalari
A Neobatrachus kunapalari a kétéltűek (Amphibia) osztályának békák (Anura) rendjébe, a mocsárjáróbéka-félék (Limnodynastidae) családjába, azon belül a Neobatrachus nembe tartozó faj.

## Előfordulása
Ausztrália endemikus faja. Az ország Nyugat-Ausztrália államának délnyugati felén, Menziestől dél felé, és keletre a Nullarbor-síkság pereméig honos. Elterjedési területének mérete 537 900 km².

## Nevének eredete
A faj tudományos neve az őslakos kukatja (más elnevezéssel gugadja) emberek nyelvén békát jelent.

## Megjelenése
Közepes méretű békafaj, mérete elérheti a 6 cm-t. Háta sárgásbarna, barna, vagy szürkés-rózsaszín, sötétbarna vagy fekete foltokkal tarkítva. Hasa fehér. Szemei dülledtek. Pupillája függőleges elhelyezkedésű, írisze ezüst színű. Mellső lábainak ujjai között nincs úszóhártya, hátsókon csaknem teljesen fejlett úszóhártya található. Lábainak középcsonti részén, alul gumós kinövés nőtt, a gumók szegélye fekete. Ezt az ásó alakú kinövést az üregek ásására használja.
A Neobatrachus kunapalari tetraploid faj, ami azt jelenti, hogy kétszer annyi kromoszómája van, mint a Neobatrachus nem többi fajának.

## Életmódja
Vizet át nem eresztő talajú, ritkás növényzetű területek lakója. Heves esőzések után párzik és rakja le petéit. A petéket zavaros vízű agyagos pocsolyákba helyezi. A petecsomók a víz aljára süllyednek. Az ebihalak elérhetik a 9 cm hosszúságot is, színük aranyos-szürkés. Kifejlődésük nagyjából öt hónapig tart.

## Természetvédelmi helyzete
A vörös lista a nem fenyegetett fajok között tartja nyilván. Elterjedési területén számos védett terület található Nyugat-Ausztráliában.